# Tranquillo Orsi
Tranquillo Orsi (Mantova, 1791 – Venezia, 1844) è stato un architetto, pittore e scenografo italiano.

## Biografia
Allievo del concittadino Luigi Bustaffa, dipinse la prima scena teatrale a diciassette anni. Poco dopo si stabilì a Milano, dove ebbe come maestri Paolo Landriani, Alessandro Sanquirico e Gaspare Galliari, impiegati presso il teatro alla Scala. Nella stessa città studiò prospettiva frequentando Giovanni Migliara all'accademia di Brera.
Il suo primo lavoro degno di nota è il sipario del teatro Grande di Mantova, del 1811. Due anni dopo fu a Trieste per realizzare, assieme a Giorgio Fuentes, le scene per la stagione primaverile del teatro Comunale.
Risulta attivo a Venezia a partire dal 1818. Qui convolò a nozze con la figlia di Giuseppe Borsato, con il quale collaborerà per le scene del teatro La Fenice.
Fu docente alla cattedra di Prospettiva all'Accademia di Venezia. Negli anni Venti dell'Ottocento realizzò le decorazioni interne del Palazzo Dandolo a Venezia, ora sede dell'hotel Danieli. Tra il 1820 ed il 1831 fu il responsabile degli allestimenti interni del teatro La Fenice. Dopo la distruzione del teatro a causa dell'incendio avvenuto nella notte tra il 12 ed il 13 dicembre 1836, la compagnia proprietaria decise di iniziare immediatamente i lavori di ricostruzione, che vennero affidati ai fratelli Giovanni Battista e Tommaso Meduna per le parti architettoniche, mentre ad Orsi furono affidate le delicate decorazioni interne, lavoro che riuscì a completare nel dicembre del 1837.